# قائمة الأعلام اليمنية

علم الجمهورية اليمنية

هذه هي قائمة الأعلام اليمنية عبر التاريخ.

## العلم الوطني
| علَم | تاريخ         | يستخدم                | وصف                                       | مراجع)            |
| --- | ------------- | --------------------- | ----------------------------------------- | ----------------- |
|     | 1990–حتى الآن | علم الجمهورية اليمنية | شريط ثلاثي أفقي من الأحمر والأبيض والأسود | [ 1 ] [ 2 ] [ 3 ] |
|     | 1990–حتى الآن | علم اليمن (عمودي)     |                                           |                   |

## العلم الرئاسي
| علَم | تاريخ         | يستخدم              | وصف                                                                               | مراجع) |
| --- | ------------- | ------------------- | --------------------------------------------------------------------------------- | ------ |
|     | 1990–حتى الآن | العلم الرئاسي لليمن | شريط ثلاثي أفقي من الألوان الأحمر والأبيض والأسود يحمل الشعار الوطني في الكانتون. |        |

## الأعلام الإقليمية
| علَم | تاريخ         | يستخدم           | وصف | مراجع) |
| --- | ------------- | ---------------- | --- | ------ |
|     | 1990–حتى الآن | علم منطقة عدن    | شريط ثلاثي أفقي من اللون الأزرق (الأعلى) والأبيض والأزرق؛ مع شبه منحرف أحمر اللون يعتمد على جانب الرافعة. |        |
|     | 1990–حتى الآن | علم منطقة أزال   | علم ثنائي اللون أفقي من الأخضر والأبيض مع العلم اليمني الثلاثي في الشريط الأبيض.                          |        |
|     | 1990–حتى الآن | علم منطقة حضرموت | شريط ثلاثي أفقي من اللون الأخضر والأبيض والأزرق مع خط أحمر عمودي على جانب السارية وشجرة في المنتصف.       |        |
|     | 1990–حتى الآن | علم منطقة جناد   | شريط ثلاثي أفقي من اللون الأحمر والأزرق والأصفر.                                                          |        |
|     | 1990–حتى الآن | علم منطقة سابا   | شريط ثلاثي أفقي من اللون الأخضر (الأعلى) والأبيض والأخضر مع ستة أشرطة عمودية ذهبية في المنتصف.            |        |
|     | 1990–حتى الآن | علم منطقة تهامة  | شريط ثلاثي أفقي من اللون الأزرق الفاتح والأبيض والأخضر.                                                   |        |

## الأعلام العسكرية
| علَم | تاريخ         | يستخدم                        | وصف | مراجع) |
| --- | ------------- | ----------------------------- | --- | ------ |
|     | 1990–حتى الآن | علم وزارة الداخلية اليمنية    | خلفية زرقاء مع شعار الوزارة في الوسط.                                                                      |        |
|     | 1964–حتى الآن | علم الحرس الجمهوري اليمني     | علم قطري ثنائي اللون من البرتقالي والأزرق مع شعار الحرس الجمهوري في الوسط.                                 |        |
|     | 1980–حتى الآن | علم قوات الأمن الخاصة اليمنية | خلفية زرقاء تحمل شعار قوات الأمن في الوسط.                                                                 |        |
|     | 1990–حتى الآن | علم القوات المسلحة اليمنية    | شريط ثلاثي أفقي من الألوان الأحمر والأبيض والأسود مع شعار القوات المسلحة في زاوية الكانتون.                |        |
|     | 1990–حتى الآن | علم الجيش اليمني              | خلفية حمراء اللون يحمل العلم الوطني في زاوية الكانتون، وشعار القوات المسلحة اليمنية في وسط الجانب الأمامي. |        |
|     | 1990–حتى الآن | علم البحرية اليمنية           | خلفية زرقاء اللون يحمل العلم الوطني في زاوية الكانتون، وشعار البحرية اليمنية في وسط الجانب الأمامي.        |        |
|     | 1990–حتى الآن | علم القوات الجوية اليمنية     | خلفية زرقاء سماوية مع العلم الوطني في زاوية الكانتون، وشعار القوات الجوية اليمنية في وسط جانب الطيران.     |        |

## الأعلام السياسية
| علَم | تاريخ         | يستخدم                        | وصف                                                                            | مراجع) |
| --- | ------------- | ----------------------------- | ------------------------------------------------------------------------------ | ------ |
|     | 1978–حتى الآن | علم الحزب الاشتراكي اليمني    | خلفية زرقاء فاتحة مع نجمة حمراء في الوسط.                                      |        |
|     | 1982–حتى الآن | علم المؤتمر الشعبي العام      | خلفية زرقاء مع حصان بني في الوسط.                                              |        |
|     |               | علم حزب التجمع اليمني للإصلاح | خلفية زرقاء غامق مع شمس بيضاء مشرقة في الوسط.                                  |        |
|     | 1951–حتى الآن | علم حزب البعث                 | شريط ثلاثي أفقي من اللون الأسود والأبيض والأخضر مع مثلث أحمر على جانب السارية. |        |
|     | 1994–حتى الآن | صرخة الحوثيين                 | حقل أبيض ذو حدود خضراء وكتابة عربية باللونين الأخضر والأحمر.                   |        |

## الأعلام التاريخية

### المملكة اليمنية
| علَم | تاريخ       | يستخدم              | وصف                                             | مراجع) |
| --- | ----------- | ------------------- | ----------------------------------------------- | ------ |
|     | 1918 - 1923 | علم المملكة اليمنية | راية حمراء                                      |        |
|     | 1923 - 1927 | علم المملكة اليمنية | خلفية حمراء مكتوب عليها الشهادتان بخط عربي أبيض |        |
|     | 1927 - 1970 | علم المملكة اليمنية | خلفية حمراء بها خمس نجوم وسيف في الوسط.         |        |

### سلطنة البيضاء
| علَم | تاريخ       | يستخدم            | وصف                                                                 | مراجع) |
| --- | ----------- | ----------------- | ------------------------------------------------------------------- | ------ |
|     | 1636 - 1930 | علم سلطنة البيضاء | شريط ثلاثي أفقي من اللون الأبيض والأحمر والأسود مع هلال على اليسار. |        |

### سلطنة لحج
| علَم | تاريخ     | يستخدم        | وصف                                                                               | مراجع) |
| --- | --------- | ------------- | --------------------------------------------------------------------------------- | ------ |
|     | 1728–1967 | علم سلطنة لحج | علم عمودي ثنائي اللون الأحمر والأبيض مع جنبيتين متقاطعتين ورمح على الشريط الأحمر. |        |

### شمال اليمن
| علَم                                              | تاريخ       | يستخدم                    | وصف                                                                                      | مراجع) |
| ------------------------------------------------ | ----------- | ------------------------- | ---------------------------------------------------------------------------------------- | ------ |
|                                                  | 1962 - 1990 | علم اليمن الشمالي         | علم ثلاثي الألوان أفقي من الأحمر والأبيض والأسود مع نجمة خضراء خماسية الرؤوس في المنتصف. |        |
| ملف:Vertical Flag of the Yemen Arab Republic.svg | 1962 - 1990 | علم اليمن الشمالي (عمودي) |                                                                                          |        |

### جنوب اليمن
| علَم | تاريخ     | يستخدم                    | وصف | مراجع) |
| --- | --------- | ------------------------- | --- | ------ |
|     | 1967–1990 | علم جنوب اليمن            | علم ثلاثي الألوان أفقي من الأحمر والأبيض والأسود مع شكل شيفرون أزرق سماوي ونجمة حمراء مائلة (شعار الحزب الاشتراكي اليمني) بجوار السارية. |        |
|     | 1967–1990 | العلم الرئاسي لجنوب اليمن | علم ثلاثي الألوان أفقي من الأحمر والأبيض والأسود مع شكل شيفرون أزرق سماوي ونجمة حمراء مائلة بجوار السارية وشعار النبالة في الكانتون.     |        |
|     | 1978–1990 | علم الحزب الحاكم          | |        |
|     | 1967–1990 | علم جنوب اليمن (عمودي)    | |        |